# Panic je nanic
Panic je nanic je česká filmová komedie z roku 2005. Režisérem filmu je Ivo Macharáček. Hlavní role ve filmu ztvárnili David Vobořil, Michal Hruška, Tomáš Žatečka, Šárka Vaňková a Ida Sovová. 

## Obsazení
| David Vobořil                | Honza Šolar - přirozený vůdce party, sebevědomý a občas namachrovaný. Na lidi kolem se snaží zapůsobit svými nápady, například nalákat turisty do vesnice darováním chalupy Jacksonovi.             |
| Michal Hruška                | Jirka Nohejl - kluk z bohaté rodiny, ve škole mu to moc nejde což se nelíbí jeho rodičům. Proto také ve filmu padělal vysvědčení.                                                                   |
| Tomáš Žatečka                | Vašek Beznoska - smolař, kterému se nevyhne žádná nehoda, třeba po upozornění na hrábě je to on, kdo na ně šlápne. Občas má snahu se vyrovnat svým kamarádům, což ho ve filmu stálo zlomeninu ruky. |
| Šárka Vaňková                | Lenka – místní krasavice, do které se zakoukají všichni tři kluci. Má také svá tajemství, po ztrátě panenství s Honzou Šolarem se tajně vyspí také s Vaškem a Jirkou.                               |
| Ida Sovová                   | Soňa |
| Irena Máchová                | Lucka |
| Naďa Konvalinková            | Baumruková |
| Otmar Brancuzský             | hostinský |
| Květa Fialová                | Vaškova babička |
| Zdeňka Žádníková - Volencová | Vaškova maminka |
| Vladimír Javorský            | Vaškův tatínek |
| Milena Dvorská               | prodavačka |
| Ladislav Trojan              | Vaškův dědeček |
| Libor Bouček                 | sebe |
| Andrea Verešová              | |
| Eva Aichmajerová             | |